# 史蒂芬·艾弗里
史蒂芬·艾弗里（英語：Steven Avery，1962年7月9日—），美國威斯康辛州馬尼托沃克郡人，曾因被懷疑為性侵犯案件被定罪並入監服刑18年，但DNA分析結果顯示嫌犯另有他人，讓此案成為冤獄事件。艾弗里在2003年9月11日被釋放。艾弗里在2005年因涉嫌謀殺攝影師泰瑞莎·哈里貝克（英語：Teresa Halbach）被再次逮捕後定罪。這兩起案件成為Netflix原創紀錄片《謀殺犯的形成》的主題，引發廣泛的輿論要求特赦並釋放艾弗里。

## 背景
在18歲時，艾弗里因在酒吧搶劫被判罪名成立，入監服刑10個月。當他20歲時，艾弗里和另一名男性將汽油和機油潑灑在艾弗里飼養的貓身上後，將活著的貓丟入火中，兩人被判虐待動物罪名成立；艾弗里再次入監服刑。艾弗里在1985年被控持有槍枝並攻擊他的表姐，他的表姐是馬尼托沃克郡警局兼職警員的妻子。同年艾弗里也被指控強暴一名當地女性潘尼·貝倫斯頓（英語：Penny Beerntsen），但最後被證明無罪。艾弗里因攻擊表姐及非法持有槍枝一案入監服刑了6年，又因他並未犯下的攻擊、性侵和強暴未遂罪名而在監獄中渡過了18年。
威斯康辛州清白專案接手了艾弗里的案件，透過DNA測試，艾弗里的強暴指控最後被免除。在2003年出獄後，艾弗里在聯邦法院控告馬尼托沃克郡、郡警局前警長湯瑪士·寇可瑞克（英語：Thomas Kocourek）、地方檢察官丹尼斯·沃格爾（英語：Denis Vogel），並求償3600萬美元。2005年10月31日，在泰瑞莎·哈里貝克失蹤的同一天，州民意代表通過了「艾弗里法案」，避免日後的冤獄案件。該法案隨後改名為「犯罪正義重整法案」（英語：criminal justice reforms bill）。

## 流行文化
2013年3月26日，廣播秀「Radiolab」播放了標題為「你確定嗎？」（Are You Sure?）的一集節目，在節目一個名為「合理懷疑」（Reasonable Doubt）的單元中，從潘尼·貝倫斯頓的角度探討了艾弗里的故事，艾弗里在1985年被控性騷擾貝倫斯頓，但之後被認定為冤獄事件。

### 《制造凶手》
2015年12月18日，Netflix推出了10集的原創紀錄片《謀殺犯的形成》，講述艾弗里的故事。該紀錄片「檢視對警察和檢方失職、破壞證據和脅迫證人的指控。」2015年12月20日，民眾在白宮請願網站上提案，名為「調查並釋放威斯康辛州的艾弗里，並懲罰不正對待這些無辜民眾的腐敗官員」。2015年12月22日，清白專案發布聲明表示「清白專案的成員之一目前正在調查此案件」。

## 延伸閱讀
- Griesbach, Michael. The Innocent Killer: A True Story of a Wrongful Conviction. Chicago: American Bar Association, 2014.